# Tramvajska linija št. 12 (Szczecin)
Tramvajska linija številka 12 (Dworzec Niebuszewo – Pomorzany) je najbolj obremenjena izmed 12 tramvajskih linij javnega mestnega prometa v Szczecinu. Poteka v smeri sever - jug. Povezuje Niebuszewo-Bolinko in Pomorzany. Ova linija je začela obratovati 30. julija 1985. Celotna linija je dolga 6,9 kilometrov. Linija obratuje vse dni v letu, tj. ob delavnikih, sobotah, nedeljah in praznikih.

## Trasa
| Smer: Pomorzany | Smer: Dworzec Niebuszewo |
| --- | --- |
| Dworzec Niebuszewo – Orzeszkowej – Boguchwały - Asnyka – Kołłątaja – Wyzwolenia – Piłsudskiego – Piastów – Powstańców Wielkopolskich – Budziszyńska - Pomorzany | Pomorzany – Budziszyńska – Powstańców Wielkopolskich – Piastów – Piłsudskiego – Wyzwolenia – Kołłątaja – Asnyka – Orzeszkowej – Dworzec Niebuszewo |

## Preglednica vozil na liniji
- Linija 12: klasični tramvaji Tatra T6A2D na trgu Grunwaldzkim
- Linija 12: tramvaj Konstal 105Na
- Linija 12: klasični tramvaj Konstal 105N na obračališču Dworzec Niebuszewo
- Linija 12: tramvaj Konstal 105Ng/2015 na trgu Rodła
- Linija 12: zgibni visokopodni tramvaj Tatra KT4DtM na trgu Rodła